# HowToBasic
HowToBasic — австралійський комедійний канал YouTube, який є частиною мережі WBD Ad Sales і має понад 17 мільйонів підписників. Автор роликів не розмовляє і не показує свого обличчя, і залишається анонімним. На каналі в основному представлені дивні та деструктивні візуальні ґеги, замасковані під навчальні посібники. Вперше канал отримав популярність у 2013 році.
Станом на лютий 2023, HowToBasic є п'ятим найбільшим YouTube-каналом. Орієнтовна чиста вартість каналу становить 2 мільйони доларів США станом на листопад 2018.
Канал ненадовго призупиняли двічі: один раз у 2014 році та ще раз наприкінці 2015 року через ймовірні порушення політики YouTube щодо оманливого вмісту. Незабаром після кожного разу канал відновлювався, а призупинення скасовувалося.

## Опис та історія
Канал навмисно спонукає тих, хто вперше відвідує канал, переконати, що це канал з інструкціями, за допомогою назв відео, ескізів, описів, а також загального опису каналу, стверджуючи, що його відео є посібниками з різних тем, з особливим акцентом на кулінарії. Фактичний вміст відео натомість показує, як невпізнаний чоловік взаємодіє з точки зору з їжею та предметами багатьма способами, здебільшого кидаючи, руйнуючи та створюючи з них великий безлад. У деяких відео використовуються додаткові ґеги, із запрошеними акторами та пов’язаними кадрами. Спочатку відео були справжніми уроками дуже простих дій, таких як «Як підняти парасольку» (його перше відео) або «Як розливати напої». 
Загальною темою у відео є те, що велика кількість курячих яєць викидається та знищується.   Багато відео включають кляп під час бігу, під час якого чоловік підіймає великий палець (або іноді зброю або середній палець) перед камерою, спрямовуючи камеру на створений безлад, часто бурчачи ствердно. Зазвичай це відбувається безпосередньо перед закінченням сцени.   Інколи HowToBasic бере участь у певних святах і популярних темах; у деяких відеороликах також присутні гості.
24 березня 2018 року HowToBasic опублікував відео з розкриттям обличчя. Однак відео виявилося пародією та компіляцією популярних користувачів YouTube, які заявляли, що вони є творцями каналу, зрештою зберігаючи анонімність законного творця. Понад 80 осіб зіграли камео у відео, зокрема Майкл Стівенс із Vsauce, Markiplier, Casey Neistat, Daym Drops, h3h3productions, jacksfilms, Andy Milonakis, iDubbbz, Boogie2988, JonTron, Maxmoefoe, Jacksepticeye, RoomieOfficial, Aunty Donna та Post Малоун.

## Популярна культура
У червні 2013 року людина, яка стоїть за HowToBasic, взяла інтерв’ю в рамках австралійського бюлетеня новин о 18:00 Nine News Perth, який транслювався на STW. Станція зберегла його анонімність на його прохання.